# Łosośna Wielka
Łosośna Wielka – wieś w Polsce położona w województwie podlaskim, w powiecie sokólskim, w gminie Kuźnica.
Wierni kościoła rzymskokatolickiego należą do parafii Opatrzności Bożej w Kuźnicy Białostockiej.

## Historia
W 1921 roku wieś liczyła 11 domów i 79 mieszkańców, w tym 40 prawosławnych i 39 katolików.
W latach 1975–1998 miejscowość administracyjnie należała do województwa białostockiego.

## Zabytki
- Grodzisko zwane przez okoliczną ludność "Ostrą górą", położone na zachodnim brzegu rzeki Łosośnej. W latach 1985–1987 i 1996 na zlecenie Wojewódzkiego Urzędu Ochrony Zabytków w Białymstoku archeolog Jacek Moszczyński przeprowadził na tym grodzisku ratownicze badania wykopaliskowe. W rezultacie przeprowadzonych badań stwierdzono istnienie trzech faz osadniczych: pierwszej, stanowiącej relikt osady otwartej z wczesnej epoki żelaza; drugiej, osady otwartej datowanej na początek wczesnego średniowiecza (VIII wiek) oraz trzeciej związanej z funkcjonowaniem wczesnośredniowiecznego grodu (X–XIII wiek)[8].